# Big 12 Men’s Tennis Championships 2014
Die Big 12 Tennis Championships der Herren wurden 2014 zum 18. Mal ausgetragen. Gespielt wurde vom 25. bis zum 27. April. Siegerin wurde zum achten Mal in der Geschichte des Wettbewerbs die Baylor University. Gastgeberin war erstmals die Texas Christian University. Schauplatz war das Bayard H. Friedman Tennis Center in Fort Worth, Texas.

## Teilnehmende Mannschaften
An dem Turnier nahmen sechs Universitäten, die zum damaligen Zeitpunkt der Big 12 Conference angehörten, teil. Es war dieselbe Teilnehmerliste wie die der Regular Season.
| Setzliste | Universität                | Teamname               | ITA 1 | Stadt      | Bundesstaat |
| --------- | -------------------------- | ---------------------- | ----- | ---------- | ----------- |
| #1        | Baylor University          | Baylor Bears           | 6     | Waco       | Texas       |
| #2        | University of Texas        | Texas Longhorns        | 7     | Austin     | Texas       |
| #3        | University of Oklahoma     | Oklahoma Sooners       | 3     | Norman     | Oklahoma    |
| #4        | Texas Tech University      | Red Raiders            | 35    | Lubbock    | Texas       |
| #5        | Oklahoma State University  | Oklahoma State Cowboys | 28    | Stillwater | Oklahoma    |
| #6        | Texas Christian University | Horned Frogs           | 47    | Fort Worth | Texas       |

## Turnierverlauf
Da nur sechs Mannschaften am Turnier teilnahmen, erhielten die topgesetzten Baylor und Texas für die erste Runde ein Freilos.
Die beiden Viertelfinalpartien wurden am 25. April ausgetragen; am Tag darauf folgten die Halbfinals. Am 27. April fand das Finale zwischen Baylor und Oklahoma statt. Baylor konnte sich mit 4:3 durchsetzen und damit zum achten Mal in die Siegerliste einschreiben.
Nach Turnierende wurde der Deutsche Patrick Pradella von der Baylor University als bester Spieler ausgezeichnet.

### Turnierplan
|  | Viertelfinale | Viertelfinale  | Viertelfinale |                |   | Halbfinale | Halbfinale | Halbfinale |  |  | Finale | Finale | Finale |
|  |               |                |               |                |   |            |            |            |  |  |        |        |        |
|  |               |                |               |                |   |            |            |            |  |  |        |        |        |
|  |               |                |               |                |   |            |            |            |  |  |        |        |        |
|  | 1             | Baylor         | 4             |                |   |            |            |            |  |  |        |        |        |
|  | 1             | Baylor         | 4             |                |   |            |            |            |  |  |        |        |        |
|  |               |                | 5             | Oklahoma State | 2 |            |            |            |  |  |        |        |        |
|  | 4             | Texas Tech     | 5             | Oklahoma State | 2 | 3          |            |            |  |  |        |        |        |
|  | 4             | Texas Tech     |               |                |   | 3          |            |            |  |  |        |        |        |
|  | 5             | Oklahoma State | 4             |                |   |            |            |            |  |  |        |        |        |
|  |               |                |               |                |   | 1          | Baylor     | 4          |  |  |        |        |        |
|  |               | 3              | Oklahoma      | 3              |   |            |            |            |  |  |        |        |        |
|  |               |                |               |                |   |            |            |            |  |  |        |        |        |
|  |               |                |               |                |   |            |            |            |  |  |        |        |        |
|  | 2             | Texas          | 0             |                |   |            |            |            |  |  |        |        |        |
|  | 2             | Texas          | 0             |                |   |            |            |            |  |  |        |        |        |
|  |               |                | 3             | Oklahoma       | 4 |            |            |            |  |  |        |        |        |
|  | 3             | Oklahoma       | 3             | Oklahoma       | 4 | 4          |            |            |  |  |        |        |        |
|  | 3             | Oklahoma       |               |                |   |            |            |            |  |  |        |        |        |
|  | 6             | TCU            | 2             |                |   |            |            |            |  |  |        |        |        |

## Finale
| Nummer                                                                                 | Baylor                             | 4:3           | Oklahoma                                |
| -------------------------------------------------------------------------------------- | ---------------------------------- | ------------- | --------------------------------------- |
| Datum: 27. April 2014, Ort: Fort Worth, Texas, Anlage: Bayard H Friedman Tennis Center |                                    |               |                                         |
| Doppel                                                                                 |                                    |               |                                         |
| Nr. 1                                                                                  | Patrick Pradella / Máté Zsiga (36) | 8:6           | Dane Webb / Andrew Harris (29)          |
| Nr. 2                                                                                  | Julian Lenz / Michel Dornbusch     | 6:8           | Áxel Álvarez Llamas / Guillermo Alcorta |
| Nr. 3                                                                                  | Diego Galeano / Tony Lupieri       | 8:6           | Peerakit Siributwong / Nick Papac       |
| Einzel                                                                                 |                                    |               |                                         |
| Nr. 1                                                                                  | Julian Lenz (2)                    | 1:6, 2:6      | Guillermo Alcorta (4)                   |
| Nr. 2                                                                                  | Patrick Pradella (16)              | 6:7, 6:3, 6:4 | Áxel Álvarez Llamas (6)                 |
| Nr. 3                                                                                  | Diego Galeano (29)                 | 3:6, 7:5, 7:5 | Andrew Harris                           |
| Nr. 4                                                                                  | Máté Zsiga                         | 0:6, 2:6      | Dane Webb (38)                          |
| Nr. 5                                                                                  | Michel Dornbusch (107)             | 6:4, 1:6, 6:2 | Austin Siegel                           |
| Nr. 6                                                                                  | Tony Lupieri                       | 6:7, 2:6      | Alex Ghilea                             |